# Monda junctimacula
Monda junctimacula är en fjärilsart som beskrevs av George Francis Hampson 1910. Monda junctimacula ingår i släktet Monda och familjen säckspinnare. Inga underarter finns listade i Catalogue of Life.